# Провінція Нова Кастилія

Адміністративно-територіальний поділ іспанських володінь в Південній Америці, встановлене королівськими грамотами 1534 — 1539 рр. (грамота 1539 року мала відношення до територій, які будуть відкриті на південь від Магелланової протоки)

Нова Кастилія (ісп. Nueva Castilla) — іспанське губернаторство в Південній Америці, що існувало в період з 1529 по 1542 рік.

## Коротка історія
Губернаторство Нова Кастилія було засновано відповідно до толедського акту (Capitulación de Toledo), підписаного в місті Толедо 26 липня 1529 року королевою Ізабеллою по уповноваженню її чоловіка — короля Карла I.
Відповідно до зазначеного документа, поява якого обумовлена клопотаннями конкістадора Франсіско Пісарро, у новостворене губернаторство включалися авансом все землі Імперії Інків на південь від паралелі, що проходить через «поселення, зване на мові індіанців Тенумпуела, а потім назване вами Сантьяго, до поселення Чинча, до якого по узбережжю може бути двісті ліг або ж того трохи більше або менше».
 
За Толедського акту, Пісарро дарувався дозвіл і право, виступаючи від імені і на благо королівської корони Кастилії, «продовжувати відкривати, завойовувати і заселяти землі вищепоіменованих провінцій Перу». Пісарро отримував звання аделантадо і призначався довічним губернатором і генерал-капітаном «вищепоіменованих провінції Перу і земель і народів, котрі є нині і надалі будуть знайдені».
У травні 1534 року Карл I підписав чотири королівських грамоти, згідно з якими межа Нової Кастилії відсувалася на 70 ліг на південь, а на територіях на південь від її утворювалися губернаторства Новий Толедо, Нова Андалусія і Новий Леон; кожне з них з півночі на південь простягалося на 200 ліг, а з заходу на схід — від Тихого до Атлантичного океану або до демаркаційної лінії, встановленої по тордесільяському договору.
20 листопада 1542 року королівською грамотою, підписаною Карлом I в Барселоні, було засновано віце-королівство Перу. Територія Нової Кастилії увійшла до його складу, однойменне губернаторство припинило своє існування.

## Цікаві відомості
- Іспанський конкістадор Мігель Лопес де Легаспі назвав Новою Кастилією (Nueva Castilla) острів Лусон (Філіппінський архіпелаг), на якому в 1571 році ним було засновано місто Маніла.
- Новою Кастилією в пострадянських джерелах часто називають одну з історичних областей Іспанії (тобто, які існували до сучасного адміністративно-територіального поділу країни) — Кастилія-ла-Нуева (іспанською Castilla la Nueva на відміну від Nueva Castilla).